# 馬桶坐墊紙

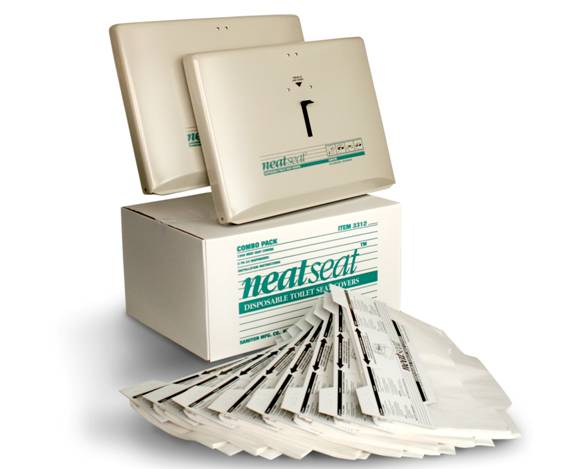
一些馬桶座墊紙

馬桶座墊紙是一種可用來覆於馬桶座墊上的紙張。通常使用的原因是出於衛生考慮。但近期卻有觀點認爲人們高估了馬桶的致病機率，並稱馬桶座墊紙的心理安慰作用大於實際作用。

## 技術進步
2007年，一位名叫Jacquie·愛德華茲的商人發明了一種可生物降解的馬桶座墊紙。